# Vorst (toponiem)
Het toponiem vorst betekent vorstelijk bos  en is waarschijnlijk afgeleid van het Latijnse forestis silva (niet omheind bos), afkomstig van het Latijnse woord foris (buiten). Vorst kan echter ook zijn afgeleid van het Germaanse fur (voor), furistan (de voorste > de voorste in rang > een vorst).
Zowel Vorst bij Antwerpen als Vorst bij Brussel worden in het Frans Forest genoemd. Het hedendaagse Engelse forest en Duitse Forst betekenen bos en zijn met vorst verwant.

## Voorbeelden van toponiemen die zijn afgeleid vanvorst
- Vorst-Laakdal (bij Antwerpen)
- Vorst (bij Brussel)
- Wiekevorst

## Voorbeelden van toponiemen die mogelijk zijn afgeleid vanvorst
Er zijn ook plaatsen met vorst waarvan geen of geen eenduidige oude vermeldingen bekend zijn. Daarom is niet met zekerheid te zeggen of deze plaatsnamen zijn afgeleid van forestis/furistan.

- Broekhuizenvorst
- Grubbenvorst
- Voorst (in 1190 vermeld als Vorste)